# Pusula

Wappen der ehemaligen Gemeinde Pusula

Pusula [ˈpusulɑ] ist eine ehemalige Gemeinde in der finnischen Landschaft Uusimaa und heute ein Teil der Stadt Lohja.

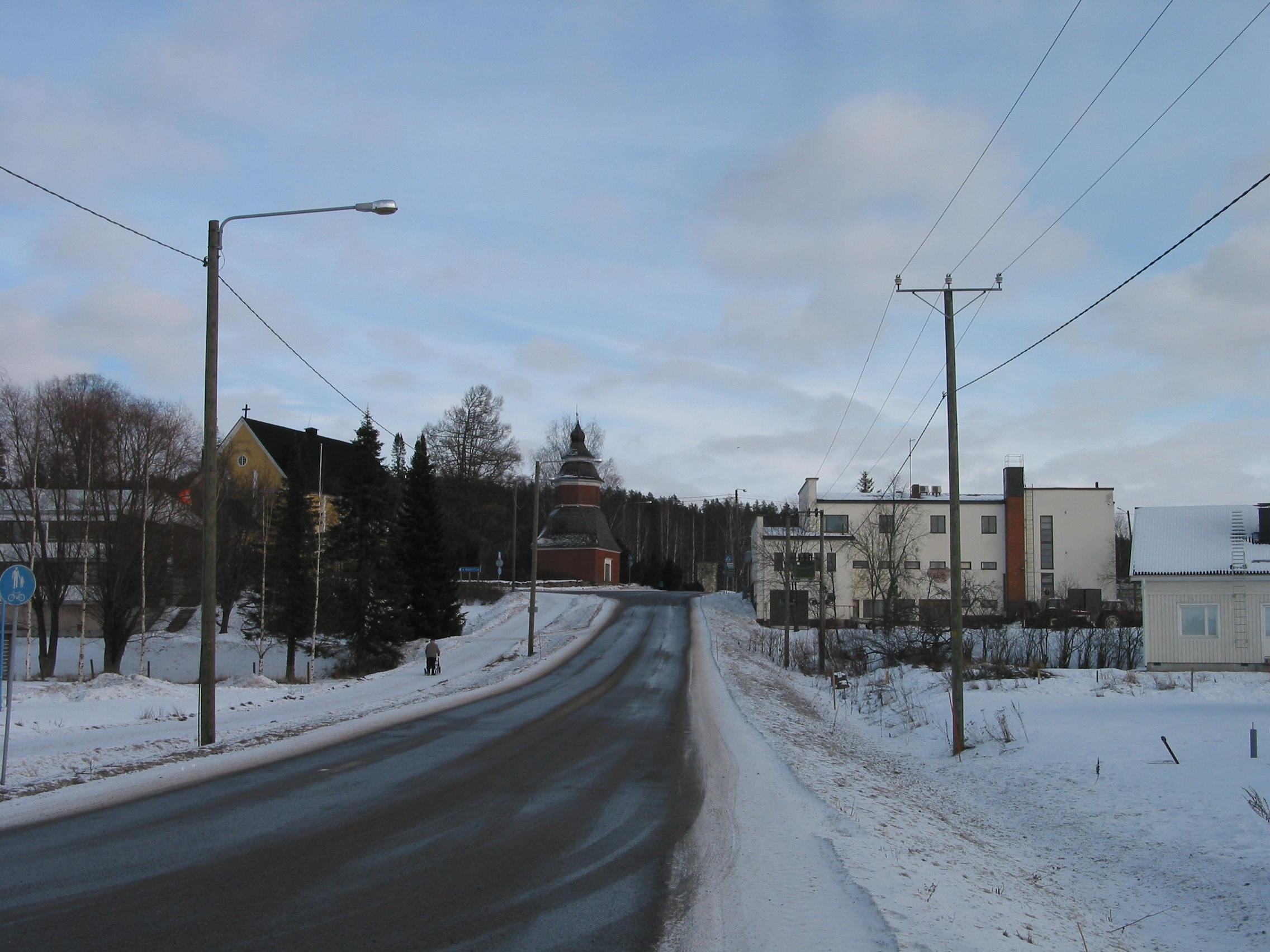
Das Kirchdorf Pusula, im Hintergrund die Kirche

Pusula liegt im Westen der südfinnischen Landschaft Uusimaa rund 30 Kilometer nördlich der Kernstadt von Lohja und 70 Kilometer nordwestlich der Hauptstadt Helsinki. Das ehemalige Gemeindegebiet von Pusula hat eine Fläche von 269,0 Quadratkilometern. Die Einwohnerzahl der Gemeinde betrug zuletzt 2.988 (Stand: 1973). Im ehemaligen Gemeindegebiet von Pusula befinden sich zwei Siedlungszentren: Das am Nordufer des Pusulanjärvi-Sees gelegene Kirchdorf Pusula, das 787 Einwohner zählt, sowie der Ort Ikkala mit 256 Einwohnern (Stand: 31. Dezember 2011).
Pusula war ab dem 17. Jahrhundert eine Kapellengemeinde des Kirchspiels Lohja. 1862 wurde Pusula als eigenständige Kirchengemeinde aus Lohja gelöst. Als 1865 die Verwaltung der Landgemeinden von der Kirchenverwaltung getrennt wurde, wurde Pusula zu einer politischen Gemeinde. 1981 vereinigte sich Pusula mit der Nachbargemeinde Nummi zur Gemeinde Nummi-Pusula, die wiederum 2013 in die Stadt Lohja eingemeindet wurde. 
Zu den Sehenswürdigkeiten von Pusula zählt die 1838 geweihte Kirche von Pusula. Die von Henrik Andsten entworfene Holzkirche von Pusula erwies sich bald nach ihrer Fertigstellung als Fehlkonstruktion und drohte unter dem Gewicht des überdimensionierten Daches einzustürzen. 1858–1859 wurde die Kirche umgebaut und das Dach um acht Meter abgesenkt. Eine weitere Kirche befindet sich in dem zu Pusula gehörigen Dorf Kärkölä. Sie ist ebenfalls in Holz gebaut und stammt aus dem Jahr 1842.

## Persönlichkeiten
- Matleena Kuusniemi (* 1973), Schauspielerin